# Mikania laurifolia
Mikania laurifolia là một loài thực vật có hoa trong họ Cúc. Loài này được (L.f.) Willd. mô tả khoa học đầu tiên năm 1803.